# Persone di cognome Guerra
| Questa pagina contiene informazioni ricavate automaticamente dalle voci biografiche con l'ausilio del template Bio e di un bot. L'aggiornamento è periodico e automatico e ricostruisce completamente la pagina. Se manca una persona in questa lista, sei pregato di non aggiungerla, ma accertati piuttosto che la sua voce biografica contenga il template Bio e che i dati anagrafici siano correttamente compilati. Se il template Bio manca, inseriscilo tu stesso o, in alternativa, metti l'avviso {{tmp\|Bio}} che ne segnala la mancanza. Se i dati riportati sono sbagliati, correggi direttamente la voce biografica; le modifiche saranno visibili in questa lista entro pochi giorni. Per chiarimenti vedi il progetto antroponimi. La lista contiene solo le 57 persone che sono citate nell'enciclopedia e per le quali è stato implementato correttamente il template Bio. Pagina aggiornata al 17 ott 2024. |

Questa è una lista di persone presenti nell'enciclopedia che hanno il cognome Guerra, suddivise per attività principale.

## Allenatori di calcio(2)
- Andrea Guerra, allenatore di calcio e ex calciatore italiano (Bolzano, n. 1972)
- Giovanni Ivano Guerra, allenatore di calcio e ex calciatore italiano (Salò, n. 1963)

## Arcivescovi cattolici(1)
- García Guerra, arcivescovo cattolico spagnolo (Frómista - Città del Messico, † 1612)

## Attori(2)
- Luigi Antonio Guerra, attore italiano
- Saverio Guerra, attore statunitense (Brooklyn, n. 1964)

## Attrici(2)
- Anna Maria Ferrero, attrice italiana (Roma, n. 1935 - Versailles, † 2018)
- Carolina Guerra, attrice, modella e conduttrice televisiva colombiana (n. 1986)

## Calciatori(8)
- Ataullah Guerra, calciatore trinidadiano (Laventille, n. 1987)
- Claudio Rubén Guerra, ex calciatore argentino (Capitán Bermúdez, n. 1983)
- Gabriel Guerra, calciatore argentino (Florencio Varela, n. 1993)
- Hugo Guerra, calciatore uruguaiano (Canelones, n. 1966 - Arrecifes, † 2018)
- Juan Guerra, calciatore boliviano (n. 1927)
- Marcos Guerra, calciatore brasiliano (Ferraz de Vasconcelos, † 1976)
- Simone Guerra, calciatore italiano (Piacenza, n. 1989)
- William Guerra, ex calciatore sammarinese (Detroit, n. 1968)

## Cantanti(1)
- Suzy, cantante e musicista portoghese (Figueira da Foz, n. 1980)

## Cavallerizze(1)
- Elvira Guerra, cavallerizza e circense italiana (San Pietroburgo, n. 1855 - Marsiglia, † 1937)

## Cestisti(2)
- Jorge Guerra, ex cestista e allenatore di pallacanestro brasiliano (Franca, n. 1959)
- Massimo Guerra, cestista italiano (Jesolo, n. 1969)

## Ciclisti su strada(2)
- Learco Guerra, ciclista su strada, pistard e dirigente sportivo italiano (San Nicolò Po, n. 1902 - Milano, † 1963)
- Pietro Guerra, ex ciclista su strada e pistard italiano (San Pietro di Morubio, n. 1943)

## Circensi(1)
- Alessandro Guerra, circense italiano (Rimini, n. 1782 - Bologna, † 1862)

## Compositori(1)
- Andrea Guerra, compositore italiano (Santarcangelo di Romagna, n. 1961)

## Danzatori(2)
- Maximiliano Guerra, ballerino e coreografo argentino (Almagro, n. 1967)
- Nicola Guerra, ballerino italiano (Napoli, n. 1865 - Cernobbio, † 1942)

## Dirigenti d'azienda(1)
- Andrea Guerra, dirigente d'azienda italiano (Milano, n. 1965)

## Economiste(1)
- Maria Cecilia Guerra, economista e politica italiana (Nonantola, n. 1957)

## Esploratori(1)
- Cristóbal Guerra, esploratore spagnolo (Triana - Cartagena de Indias, † 1504)

## Fumettiste(1)
- Pia Guerra, fumettista statunitense (Hoboken, n. 1971)

## Giornaliste(1)
- Cristina Guerra, giornalista italiana (Roma, n. 1968)

## Giornalisti(1)
- Adriano Guerra, giornalista italiano (Voghera, n. 1926 - Roma, † 2011)

## Hockeisti su ghiaccio(1)
- Uinter Guerra, hockeista su ghiaccio svizzero (Isone, n. 1990)

## Ingegneri(3)
- Alfonso Guerra, ingegnere e architetto italiano (Napoli, n. 1845 - Napoli, † 1920)
- Camillo Guerra, ingegnere e architetto italiano (Napoli, n. 1889 - Napoli, † 1960)
- Guido Guerra, ingegnere italiano (Napoli, n. 1920 - Napoli, † 2011)

## Medici(1)
- Ranieri Guerra, medico italiano (Verona, n. 1953)

## Mezzofondisti(1)
- Francesco Guerra, mezzofondista italiano (Roma, n. 2001)

## Modelle(1)
- Vida Guerra, modella e attrice cubana (L'Avana, n. 1974)

## Nuotatori(1)
- Manuel Guerra, nuotatore spagnolo (Las Palmas de Gran Canaria, n. 1928 - † 2020)

## Pallavoliste(1)
- Anastasia Guerra, pallavolista italiana (Castelfranco Veneto, n. 1996)

## Pallavolisti(1)
- Sergio Guerra, pallavolista e allenatore di pallavolo italiano (Cesena, n. 1944 - Ravenna, † 2015)

## Pattinatori artistici a rotelle(1)
- Sandro Guerra, ex pattinatore artistico a rotelle italiano (Venezia, n. 1969)

## Piloti automobilistici(1)
- Miguel Ángel Guerra, ex pilota automobilistico argentino (Buenos Aires, n. 1953)

## Pittori(3)
- Angelo Guerra d'Anagni, pittore italiano (Anagni, n. 1537 - Napoli, † 1613)
- Camillo Guerra, pittore, disegnatore e restauratore italiano (Napoli, n. 1797 - Napoli, † 1874)
- Giovanni Guerra, pittore e disegnatore italiano (Modena, n. 1544 - Roma, † 1618)

## Poeti(1)
- Tonino Guerra, poeta, scrittore e sceneggiatore italiano (Santarcangelo di Romagna, n. 1920 - Santarcangelo di Romagna, † 2012)

## Politiche(1)
- Alessandra Guerra, politica italiana (Udine, n. 1963)

## Politici(4)
- Antonio Guerra, politico italiano (Afragola, n. 1824 - Afragola, † 1890)
- Mauro Guerra, politico italiano (Como, n. 1957)
- Michele Guerra, politico italiano (Parma, n. 1982)
- Sérgio Guerra, politico e economista brasiliano (Recife, n. 1947 - San Paolo, † 2014)

## Produttori teatrali(1)
- Paolo Guerra, produttore teatrale e produttore cinematografico italiano (Modena, n. 1949 - Modena, † 2020)

## Registi(1)
- Ciro Guerra, regista e sceneggiatore colombiano (Río de Oro, n. 1981)

## Sceneggiatori(2)
- Mario Guerra, sceneggiatore italiano (Roma, n. 1922 - † 1991)
- Ugo Guerra, sceneggiatore e produttore cinematografico italiano (Roma, n. 1920 - † 1982)

## Trombettisti(1)
- Amik Guerra, trombettista cubano (L'Avana, n. 1973)